# شلتون، بدفوردشر شمالی
شلتون (به انگلیسی: Shelton) یک روستا در بریتانیا است که در بدفوردشر واقع شده‌است.